# Pan Bendito (métro de Madrid)
Pan Bendito est une station de la ligne 11 du métro de Madrid. Elle est établie sous l'avenue d'Abrantes, au niveau de son intersection avec la rue Besolla, dans l'arrondissement de Carabanchel, à Madrid  en Espagne.

## Situation sur le réseau
La station est située entre Abrantes au nord-est, en direction de Plaza Elíptica, et San Francisco au sud-ouest, en direction de La Fortuna.

## Histoire
La station est mise en service le 16 novembre 1998, lors de l'ouverture de la première section de la ligne 11 depuis Plaza Elíptica. Elle porte le nom du quartier voisin. Elle demeure le terminus de la ligne jusqu'au 18 décembre 2006 quand est ouvert à la circulation le prolongement jusqu'à La Peseta.

## Services aux voyageurs

### Accès et accueil
La station possède deux accès équipés d'escaliers et d'escaliers mécaniques, ainsi qu'un accès direct par ascenseur depuis l'extérieur.

### Intermodalité
La station est en correspondance avec les lignes de bus no 47, 108 et 118 du réseau EMT, ainsi qu'avec la ligne d'autobus interurbain no 484.

## À proximité
La station se situe à proximité de la bibliothèque publique de Pan Bendito et à 400 m des parcs de Puerta Bonita au nord, Pan Benito et de la Volatería au sud.